# Tetraria burmanni
Tetraria burmanni là loài thực vật có hoa trong họ Cói. Loài này được (Vahl) C.B.Clarke miêu tả khoa học đầu tiên năm 1894.